# Trains de banlieue de l'Östgöta
 (signalé en août 2025).
Si vous disposez d'ouvrages ou d'articles de référence ou si vous connaissez des sites web de qualité traitant du thème abordé ici, merci de compléter l'article en donnant les références utiles à sa vérifiabilité et en les liant à la section « Notes et références ».
- Archive Wikiwix
- Bing
- Cairn
- DuckDuckGo
- E. Universalis
- Gallica
- Google
- G. Books
- G. News
- G. Scholar
- Persée
- Qwant
- (zh) Baidu
- (ru) Yandex
- (wd) trouver des œuvres sur Wikidata

Les Trains de banlieue de l'Östgöta (en suédois : Östgötapendeln) sont un réseau de trains de banlieue circulant entre Norrköping et 	Tranås ou Motala, en Suède.

## Histoire
Le réseau est constitué aujourd'hui de 2 lignes au départ de la gare centrale de Norrköping. 

## Liste des lignes
| Ligne            | Gares principales du parcours             | Gares                                    | Fréquence   | Temps de trajet en min. |
| ---------------- | ----------------------------------------- | ---------------------------------------- | ----------- | ----------------------- |
| Ligne principale | Norrköping C –Linköping C–Mjölby–Motala   | 9                                        | 2 à 4/heure | 67                      |
| Branche          | (Norrköping C en pointe) –Mjölby – Tranås | 3 (heures creuses) 11 (heures de pointe) | 1/heure     | 67 (au départ de N. C)  |